# Çağlayancerit
Çağlayancerit es un municipio y distrito de la provincia de Kahramanmaraş, en la región Suroriental de Turquía. Tiene un área de 470km2 y una población de 22.350 personas en 2022.

## Etimología
El nombre del distrito proviene de la tribu turcomana de Jerid (Cerit en turco), mientras que çağlayan significa "cascada".

## Composición
El distrito de Çağlayancerit cuenta con 19 barrios:
- Akdere
- Aksu
- Bayırlı
- Bölükdamlar
- Boylu
- Bozlar
- Emiruşağı
- Engizek
- Fatih
- Helete Cumhuriyet
- Helete Karadağ
- Helete Yeşiloba
- Istiklal
- Kaleköy
- Küçükcerit
- Küçüküngüt
- Oruçpınar
- Soğukpınar
- Zeynepuşağı

## Accidente de helicóptero de 2009
El 25 de marzo de 2009, el líder del Partido turco de la Gran Unión (BBP) Muhsin Yazıcıoğlu llegó a Çağlayancerit a las 13:00 EET (11:00 UCT) en un helicóptero fletado para pronunciar un discurso previo a las elecciones locales. Después del mitin en la plaza del pueblo, ante 1500 personas, partió a las 14:42 (hora local) en el mismo helicóptero que transportaba a otros tres políticos locales de su partido y a un reportero para dirigirse a otro mitin en Yerköy, provincia de Yozgat .
El helicóptero se estrelló en el monte Keş y causó la muerte del piloto y de cuatro pasajeros, incluído Yazıcıoğlu. El reportero sobrevivió malherido y logró llamar a emergencias. Las operaciones de búsqueda y rescate, en las que participaron miles de personas asistidas por helicópteros, lograron recuperar los restos de la colisión y de los cinco cuerpos tres días después del suceso debido a malas condiciones climáticas. El cuerpo del reportero fue encontrado dos días después, lejos del lugar del accidente.